# فرودگاه سیبای
فرودگاه سیبای (به روسی: Сибай) فرودگاهی عمومی واقع در سیبای در کشور روسیه است.